# Хенри Уадсуорт Лонгфелоу
Хенри Уадсуорт Лонгфелоу (на английски: Henry Wadsworth Longfellow, 27 февруари 1807 – 24 март 1882) е американски поет.
Най-известните му творби са „Ездата на Паул Ревер“, „Песен за Хайауата“ и „Евангелин“. Той също е първият американец, който превежда „Божествена комедия“ на Данте Алигиери и е един от петте члена на групата позната като „Домашните поети“.

## Биография
Лонгфелоу е роден в Портланд, тогава част от Масачузетс, и учи в колежа Боудоин. След като прекарва известно време в Европа той става професор в Боудоин и след това в Харвард. Неговата първа голяма стихосбирка е „Гласовете на нощта“ (1839), както и „Балади и други поеми“ (1841). Лонгфелоу се отказва от учителската работа през 1854, за да се фокусира върху своята писателска кариера. Той изживява остатъка от живота си в Кеймбридж в предишния щаб на Джордж Вашингтон. Неговата първа съпруга, Мери Потър, умира през 1835 след спонтанен аборт. Жени се повторно за Франсис Епълтън, която умира през 1861 от рани от изгаряне, след като роклята ѝ се подпалва. Смъртта ѝ съкрушава Хенри Лонгфелоу и той е неспособен да пише поезия за дълго време, през което се фокусира върху своите преводи. Умира през 1882 г.

## Творчество
Лонгфелоу пише предимно лирични поеми, известни със своята музикалност и често представящи митологически истории или легенди. Той става най-известният американски поет на своето време и получава успех също в чужбина. Въпреки това той многократно получава негативна критика, че имитира европейските стилове и пише само за множеството. Едгар Алън По дори го обвинява в плагиатство, на което Лонгфелоу не отвръща.

## За него
- Arvin, Newton. Longfellow: His Life and Work. Boston: Little, Brown and Company, 1963.
- Bayless, Joy. Rufus Wilmot Griswold: Poe's Literary Executor. Nashville: Vanderbilt University Press, 1943.
- Brooks, Van Wyck. The Flowering of New England. New York: E. P. Dutton and Company, Inc., 1952.
- Calhoun, Charles C. Longfellow: A Rediscovered Life. Boston: Beacon Press, 2004. ISBN 0-8070-7026-2.
- Gioia, Dana. „Longfellow in the Aftermath of Modernism“. The Columbia History of American Poetry, edited by Jay Parini. Columbia University Press, 1993. ISBN 0-231-07836-6
- Irmscher, Christoph. Longfellow Redux. University of Illinois, 2006. ISBN 978-0-252-03063-5.
- McFarland, Philip. Hawthorne in Concord. New York: Grove Press, 2004. ISBN 0-8021-1776-7.
- Silverman, Kenneth. Edgar A. Poe: Mournful and Never-ending Remembrance. New York: Harper Perennial, 1991. ISBN 0-06-092331-8.
- Thompson, Lawrance. Young Longfellow (1807 – 1843). New York: The Macmillan Company, 1938.
- Wagenknecht, Edward. Henry Wadsworth Longfellow: Portrait of an American Humanist. New York: Oxford University Press, 1966.
- Williams, Cecil B. Henry Wadsworth Longfellow. New York: Twayne Publishers, Inc., 1964.
- Sullivan, Wilson. New England Men of Letters. New York: The Macmillan Company, 1972. ISBN 0-02-788680-8.